# Gertrudis Nin i Barbany
Gertrudis Nin i Barbany (Barcelona, 1941 - 20 de juliol de 2016) fou una religiosa benedictina que va ser abadessa de Sant Pere de les Puel·les del 6 de maig del 2000 al 2011, quan presentà la seva renúncia en complir 70 anys. L'abadessa anterior va ser Maria Lurdes Solé i Camañes i la posterior Esperança Atarés i Solans.
Estudià a les Germanes Dominiques de la Presentació i anava sovint a l'església de Sant Felip Neri de Gràcia (felipons). Treballà de caixera a l'empresa Guerin d'electrònica fins que el 18 d'octubre de 1961 entrà al monestir. Allí fou mestra de novícies, sagristana i priora, i també secretària del Consell Federal de les benedictines de Catalunya.